# Kisherend
Kisherend – wieś i gmina w południowej części Węgier.
Miejscowość administracyjnie należy do powiatu Pécs, wchodzącego w skład komitatu Baranya i jest jedną z 39 gmin tego powiatu.
W skład gminy Kisherend wchodzi wieś Kisherend, stanowiąca główne skupisko osadnicze oraz pewna liczba nienazwanych przysiółków i pojedynczych domów.

## Historia
Kisherend i okolice tej wsi były zamieszkiwane już w starożytności, a konkretnie w czasach istnienia Cesarstwa Rzymskiego.
Nazwa Herend (Kisherend) po raz pierwszy pojawia się w roku 1282. Po roku 1541, w dobie rozbioru Węgier pomiędzy Turków i Habsburgów, miejscowość znalazła się w zaborze Tureckim, zaś po roku 1700, tak jak całe państwo węgierskie, dostała się pod panowanie Habsburgów. W tym czasie w miejscowości osiedliło się kilka niemieckich rodzin.